# Michael Brooks
Michael Brooks (Philadelphia, 17 de agosto de 1958 – 22 de agosto de 2016) foi um jogador norte-americano de basquete profissional que atuou na  National Basketball Association (NBA). Foi o número 9 do Draft de 1980.